# Brühl (Gemeinde Weitra)
Brühl ist eine Katastralgemeinde der Stadtgemeinde Weitra im Bezirk Gmünd in Niederösterreich.

## Geografie
Die Katastralgemeinde befindet sich nördlich von Weitra längs der Lainsitz. In der ehemaligen Ortsgemeinde befinden sich die Ortschaften Oberbrühl mit 47 Einwohnern, Unterbrühl mit 16 Einwohnern und Tiefenbach mit 46 Einwohnern. Zu Tiefenbach zählt auch der Ortsteil Am Böhmberg.

## Siedlungsentwicklung
Zum Jahreswechsel 1979/1980 befanden sich in der Katastralgemeinde Brühl insgesamt 76 Bauflächen mit 29.190 m² und 74 Gärten auf 31.835 m², 1989/1990 waren es 74 Bauflächen. 1999/2000 war die Zahl der Bauflächen auf 258 angewachsen und 2009/2010 waren es 99 Gebäude auf 249 Bauflächen.

## Geschichte
Laut Adressbuch von Österreich waren im Jahr 1938 in der Ortsgemeinde Brühl ein Elektrizitätswerk, mehrere Betriebe der Textilindustrie, eine Hammerschmiede und Mühlen ansässig.
Mit Wirksamkeit 1. Jänner 1967 wurden im Zuge der Niederösterreichischen Kommunalstrukturverbesserung die bis dahin selbständige Gemeinde Brühl und die Gemeinde Wetzles mit Weitra fusioniert.

## Landwirtschaft
Die Katastralgemeinde ist landwirtschaftlich geprägt. 229 Hektar wurden zum Jahreswechsel 1979/1980 landwirtschaftlich genutzt und 92 Hektar waren forstwirtschaftlich geführte Waldflächen. 1999/2000 wurde auf 210 Hektar Landwirtschaft betrieben und 106 Hektar waren als forstwirtschaftlich genutzte Flächen ausgewiesen. Ende 2018 waren 203 Hektar als landwirtschaftliche Flächen genutzt und Forstwirtschaft wurde auf 110 Hektar betrieben. Die durchschnittliche Bodenklimazahl von Brühl beträgt 20,1 (Stand 2010).